# Kirill Zaika
Kirill Anatol'evič Zaika (in russo Кирилл Анатольевич Заика?; Uspenskoe, 7 ottobre 1992) è un calciatore russo, difensore del Soči.

## Caratteristiche tecniche
È un terzino destro.

## Carriera
Cresciuto nel settore giovanile del Rostov, dal 2010 al 2015 ha giocato in Pervenstvo Professional'noj Futbol'noj Ligi con la maglia del Taganrog per poi passare al Chimki l'annata seguente; è rimasto con il club rossonero fino al 2018, quando è passato al Soči con cui ha raggiunto la promozione nella massima serie russa al termine della stagione 2018-2019. L'8 marzo 2020 ha debuttato in Prem'er-Liga disputando l'incontro vinto 2-0 contro l'Ural.

## Statistiche
Statistiche aggiornate al 15 marzo 2020.

### Presenze e reti nei club
| Stagione        | Squadra         | Campionato      | Campionato | Campionato | Coppe nazionali | Coppe nazionali | Coppe nazionali | Coppe continentali | Coppe continentali | Coppe continentali | Altre coppe | Altre coppe | Altre coppe | Totale | Totale | Totale |
| Stagione        | Squadra         | Comp            | Pres       | Reti       | Comp            | Pres            | Reti            | Comp               | Pres               | Reti               | Comp        | Pres        | Reti        | Pres   | Reti   |        |
| --------------- | --------------- | --------------- | ---------- | ---------- | --------------- | --------------- | --------------- | ------------------ | ------------------ | ------------------ | ----------- | ----------- | ----------- | ------ | ------ | ------ |
| 2010            | Taganrog        | 2D              | 15         | 4          | CR              | 0               | 0               |                    | -                  | -                  |             | -           | -           | 15     | 4      |        |
| 2011-2012       | Taganrog        | 2D              | 33         | 1          | CR              | 0               | 0               |                    | -                  | -                  |             | -           | -           | 33     | 1      |        |
| 2012-2013       | Taganrog        | 2D              | 25         | 0          | CR              | 3               | 0               |                    | -                  | -                  |             | -           | -           | 28     | 0      |        |
| 2013-2014       | Taganrog        | PPF             | 9          | 0          | CR              | 0               | 0               |                    | -                  | -                  |             | -           | -           | 9      | 0      |        |
| 2014-2015       | Taganrog        | PPF             | 30         | 3          | CR              | 2               | 0               |                    | -                  | -                  |             | -           | -           | 32     | 3      |        |
| Totale Taganrog | Totale Taganrog | Totale Taganrog | 112        | 8          |                 | 5               | 0               |                    | -                  | -                  |             | -           | -           | 117    | 8      |        |
| 2015-2016       | Chimki          | PPF             | 27         | 1          | CR              | 6               | 0               |                    | -                  | -                  |             | -           | -           | 33     | 1      |        |
| 2016-2017       | Chimki          | 1D              | 33         | 2          | CR              | 2               | 0               |                    | -                  | -                  |             | -           | -           | 35     | 2      |        |
| 2017-2018       | Chimki          | 1D              | 32         | 0          | CR              | 1               | 0               |                    | -                  | -                  |             | -           | -           | 33     | 0      |        |
| Totale Chimki   | Totale Chimki   | Totale Chimki   | 92         | 3          |                 | 9               | 0               |                    | -                  | -                  |             | -           | -           | 101    | 3      |        |
| 2018-2019       | Soči            | 1D              | 16         | 0          | CR              | 1               | 0               |                    | -                  | -                  |             | -           | -           | 17     | 0      |        |
| 2019-2020       | Soči            | PL              | 4          | 1          | CR              | 0               | 0               |                    | -                  | -                  |             | -           | -           | 4      | 1      |        |
| Totale carriera | Totale carriera | Totale carriera | 224        | 12         |                 | 15              | 0               |                    | -                  | -                  |             | -           | -           | 239    | 12     |        |